# Bruchwiesen von Dorndiel
Die Bruchwiesen von Dorndiel sind ein Naturschutzgebiet in der Gemarkung Dorndiel von Groß-Umstadt im Landkreis Darmstadt-Dieburg in Südhessen. Ein kleiner westlicher Teil des Geländes liegt auf Breuberg-Wald-Amorbacher Gemarkung im Odenwaldkreis. Das 8,65 Hektar große Schutzgebiet mit der Kenn-Nummer 1432001 steht seit 8. Dezember 1977 unter Naturschutz, die derzeit gültige Verordnung datiert vom 26. November 1990.

## Lage
Das Schutzgebiet „Bruchwiesen von Dorndiel“ liegt im Buntsandstein-Odenwald etwa zwei Kilometer südöstlich von Dorndiel und 0,5 Kilometer nordöstlich vom Ortsrand von Wald-Amorbach. Es erstreckt sich auf etwa 650 Meter Länge im Wiesental des Amorbachs. Im Norden und Nordwesten wird es durch die Kreisstraße 102 begrenzt.

## Bedeutung
Die Bruchwiesen sind ein Feuchtbiotop mit offenen Wasserflächen, Röhricht, Feuchtwiesen und Baumgruppen. Schutzgrund ist die Erhaltung der Wiesen unterschiedlicher Feuchte, Schilfbestände und Quellhorizonte in einem naturnahen Abschnitt des Amorbaches mit seinen Grabensystemen. Diese sind durch den kleinflächigen Wechsel der Strukturen der Lebensraum zahlreicher Tier- und Pflanzenarten, sowie Brut-, Nahrungs- und Rastbiotop für seltene Vögel, Amphibien und Insekten.

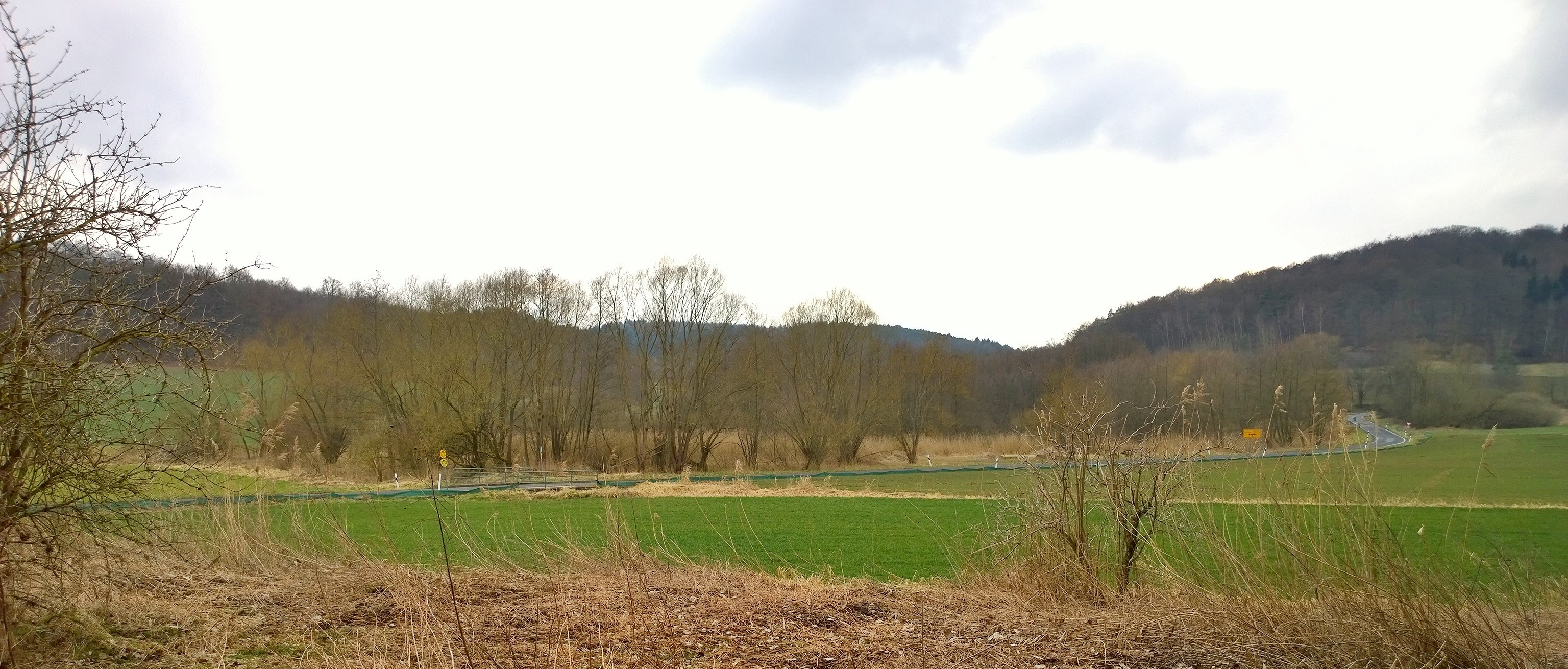
Blick auf die Bruchwiesen von Dorndiel (2015)
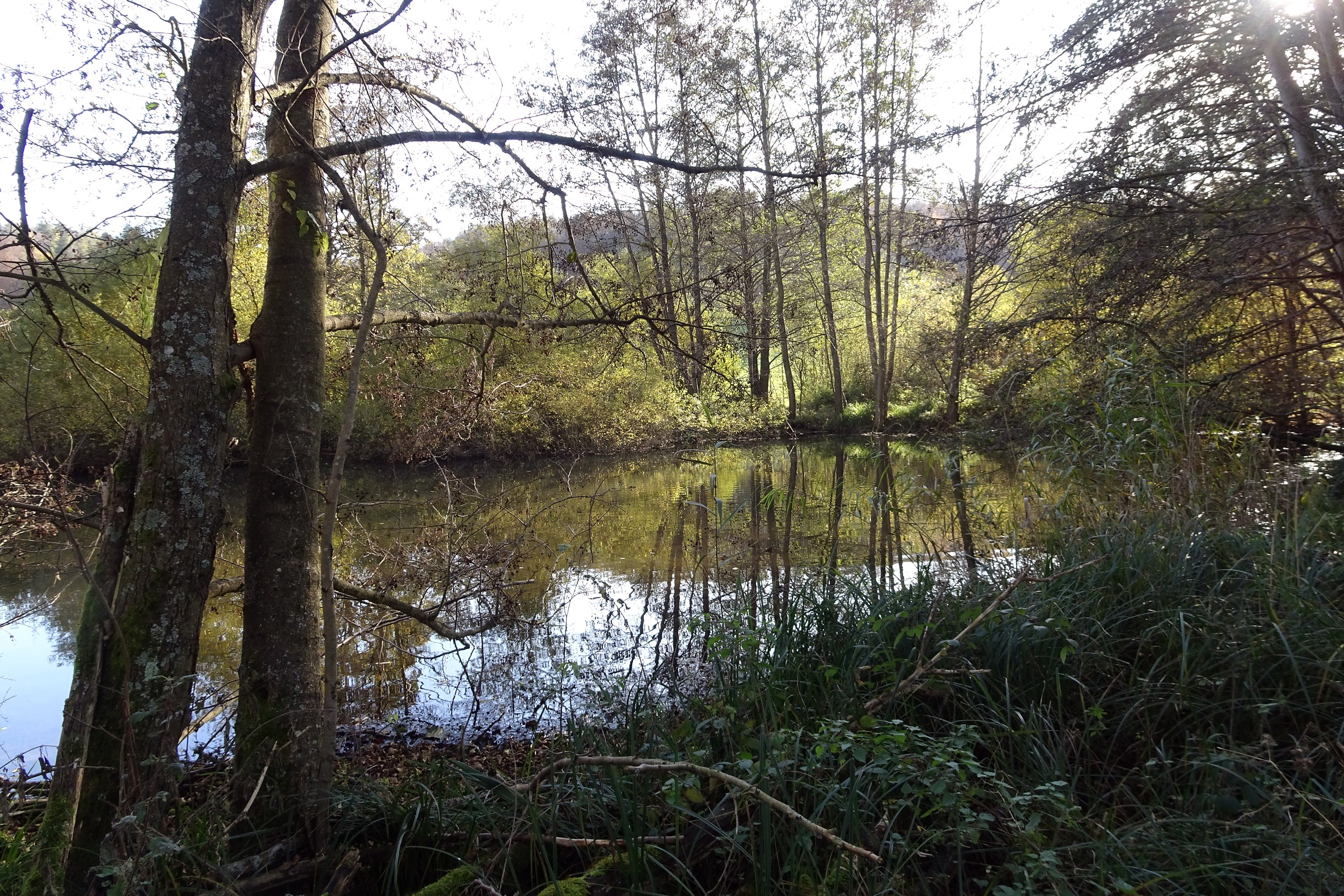
Offene Wasserfläche im Naturschutzgebiet (2020)
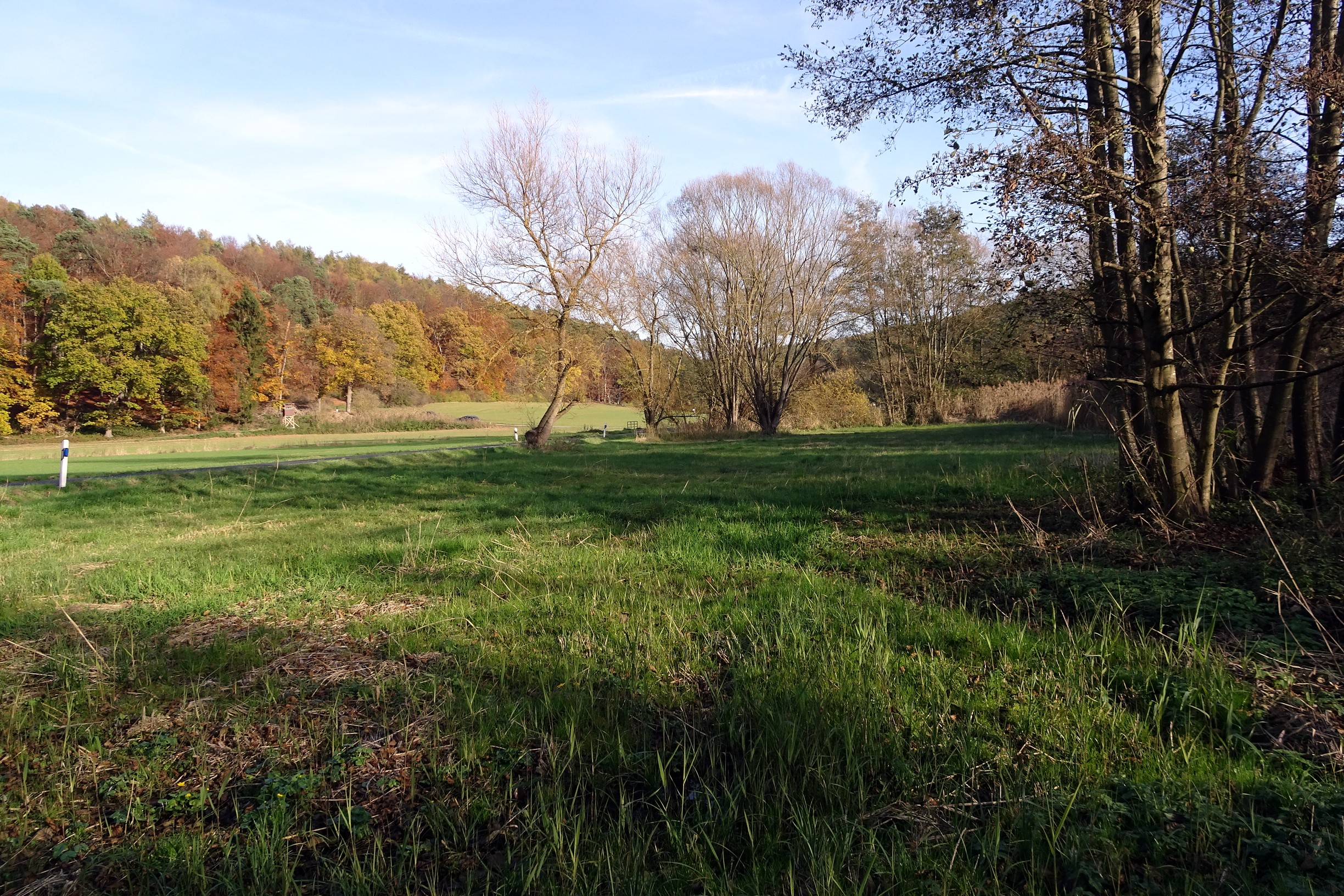
Nordrand der Bruchwiesen (2020)

## Sonstiges
Die Bruchwiesen werden als vermutliche Lage des Wasserburg Burg Waldamorbach der Schelle von Amorbach angenommen.